# Edward Taylor Paull

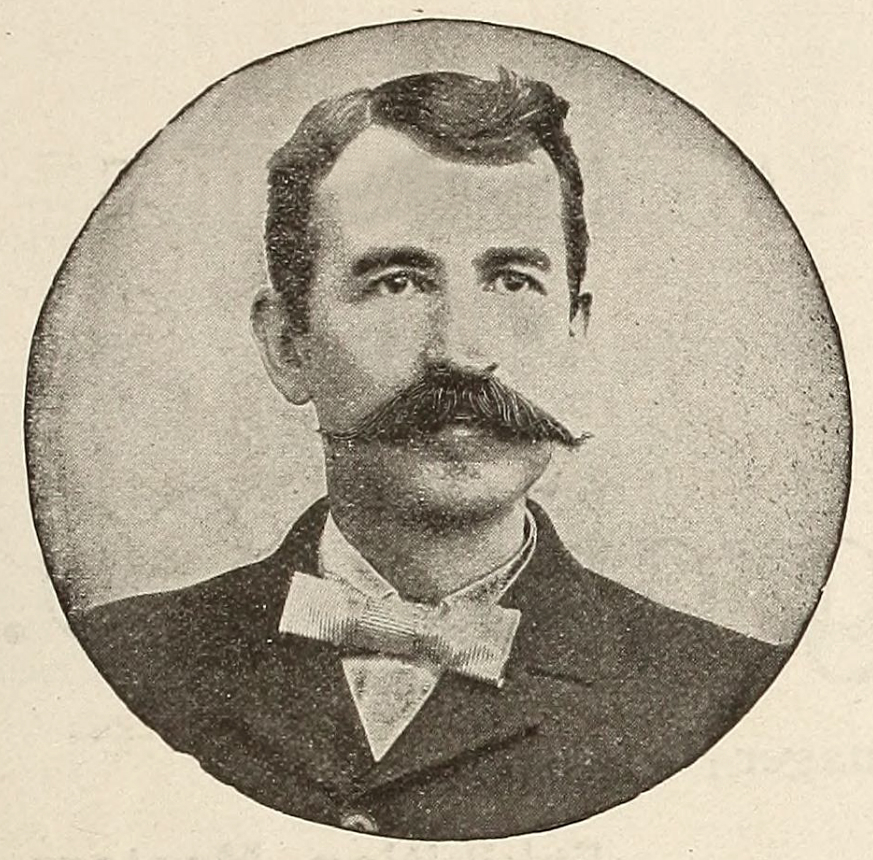
Edward Taylor Paull

Edward Taylor Paull (Gerrardstown (West Virginia), 16 februari 1858 – New York, 26 november 1924) was een Amerikaans componist en muziekuitgever. Hij was het oudste van drie kinderen van het echtpaar Henry Washington Paull en Margaret C. (Thornburg) Paull.

## Levensloop
Paull was aanvankelijk een verkoper van piano's en orgels in de winkel van J.S. Caroll music store in Martinsburg. Vanaf 1880 was hij een handelsagent voor de "Estey Organ Company" en de "Fischer and Weber piano's" en reisde door het hele Shenandoah-vallei. Het is waarschijnlijk dat hij in de jeugd en tijdens zijn werkzaamheden een goede muziekopleiding kreeg zo dat hij zowel de instrumenten alsook eenvoudige kleine composities kon presenteren. Later vertrok hij naar Richmond (Virginia) waar hij manager van de "Sanders and Stayman" muziekwinkel werd. In 1892 huwde hij met Gertrude A. Kern uit Winchester (Virginia). Een jaar later werd het dochtertje Edna Page Paull geboren en Edward Taylor besloot voortaan te componeren en zijn werken in een eigen muziekuitgeverij te publiceren.

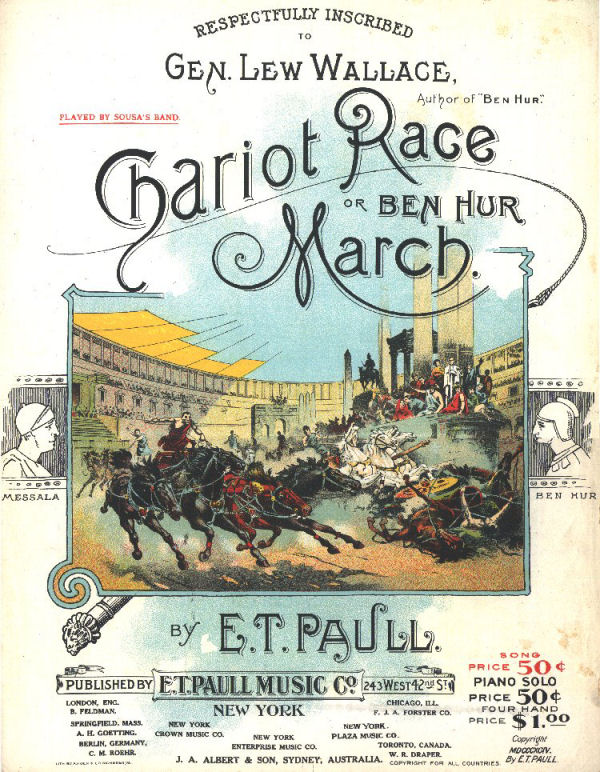
Kleurenlithografie door A. Hoen Lithograph & Company voor de titelpagina van de eerste mars "The Chariot Race" of "Ben Hur March" van E.T. Paull

Samen met John G. Corley gaf hij leiding aan de Richmond Music Company, die orgels en piano's naast bladmuziek aanbood. Hier zijn ook de eerste composities van E.T. Paull gepubliceerd. Zijn eerste publicatie was de "The Chariot Race" of "Ben Hur March" met een kleurenlithografie van A. Hoen Lithograph & Company als titelpagina. Naast eigen werken publiceerde hij ook marsen en liederen van andere componisten, die hij voor harmonieorkest arrangeerde. 
In april 1896 vertrok hij met zijn familie naar New York en richtte aldaar in de 20 East, 17th Street in Manhattan de eigen "E.T. Paull Publishing Company" op. Zijn volgend beschrijvend stuk was Charge of the Light Brigade (1896) en de eerste van talrijke merkwaardige fameuze acties voor harmonieorkesten of militaire muziekkapellen. In toespeling op John Philip Sousa werd hij "De andere Mars-Koning" van de Verenigde Staten genoemd. Vooral zijn kunstvolle lithografische titelpagina's van de composities waren zeer positief voor zijn renommee als muziekuitgever. 

## Composities

### Werken voor harmonieorkest
- 1894 - "The Chariot Race" of "Ben Hur March"
- 1895 - The Old Man's Story
- 1895 - "The Stranger's Story" of "Why Do Our Loved Ones Leave Us"
- 1896 - Charge of the Light Brigade
- 1896 - New York and Coney Island Cycle March
- 1896 - The Stranger's Story (wals)
- 1898 - The Ice Palace March
- 1898 - America Forever! March
- 1898 - We'll Stand by the Flag
- 1898 - We'll Stand by the Flag (lied)
- 1898 - If You Were Only by My Side
- 1898 - Uncle Jasper's Jubilee
- 1899 - A Warmin' Up in Dixie
- 1899 - The Chariot Race or Ben Hur March (lied)
- 1899 - A Warmin' Up in Dixie (lied)
- 1900 - Dawn of the Century
- 1901 - The Witch's Whirl Waltzes
- 1902 - The Storm King
- 1903 - The Burning of Rome
- 1904 - The Romany Rye
- 1904 - The Circus Parade
- 1905 - Paul Revere's Ride
- 1906 - Silver Sleigh Bells
- 1907 - The Triumphant Banner
- 1908 - The Home Coming March
- 1909 - Lincoln Centennial Grand March
- 1911 - The Dashing Cavaliers
- 1912 - Ring Out, Wild Bells
- 1912 - The Roaring Volcano
- 1913 - Kaiser Jubilee March
- 1913 - Jubilaums Marsch
- 1914 - Paull's Hesitation Waltz
- 1914 - Herald of Peace March
- 1915 - Tipperary Guards
- 1915 - Battle of the Nations
- 1916 - Woman Forever
- 1917 - Battle of Gettysburg
- 1918 - Hurrah! for the Liberty Boys, Hurrah!
- 1918 - American Wedding March
- 1918 - Pershing's Crusaders
- 1919 - The Spirit of France
- 1922 - Custer's Last Charge
- 1922 - Sheridan's Ride
- 1924 - The Four Horsemen of the Apocalypse
- 1924 - Spirit of the U.S.A.
- 1926 - Top of the World op. postuum